# Indómita
Indómita (estilizado en mayúsculas) es el quinto álbum de estudio de la cantante mexicana Belinda, publicado el 5 de junio de 2025 por la compañía Warner Music México. Es el primer material lanzado bajo el sello, luego de doce años sin publicar un álbum desde Catarsis (2013) con Capitol y Universal Music.

## Información
El nombre del álbum proviene del término «indómita», que de acuerdo con información establecida por la Real Academia Española, la palabra guarda estrecha relación con el latín «indomĭtus», mismo que hace referencia a «no domado». Se trata de una explicación respecto a alguien que no se deja domar; es decir, una persona que es indomable o indomesticable. En una entrevista con The Editorial, Belinda comentó lo siguiente respecto al título del álbum:

«Indómita es un movimiento. Yo soy indómita, una mujer independiente, empoderada, que tiene fuerza, pero que también es idealista y soñadora. Así también se llamará el tour que muy pronto anunciaré».
Belinda

### Antecedentes y lanzamiento
El 7 de agosto de 2023, Belinda anunció su regreso a la música, luego de firmar un contrato discográfico con el sello Warner Music México, expresando cómo había perdido la fe en la industria y estar agradecida de poder colaborar con diferentes artistas y haber ayudado a redescubrirse. El 17 de enero de 2024, la cantante borró todas las publicaciones de su perfil de Instagram y adelantó el sencillo principal del álbum, «Cactus», que fue lanzado el 31 de enero.

«Llevo más de dos años trabajando en este disco. Ahora acaba de salir el sencillo "Mírame feliz" con Xavi, le está yendo increíble y la realidad es que es un álbum muy importante para mí; cada canción está compuesta por mí, en compañía de un gran equipo y grandes compositores con quienes tuve la fortuna de poder compartir y crear».
Belinda

Por medio de sus redes sociales, compartió un enlace de Spotify para guardar de manera anticipada el álbum. El disco cuenta con un total de diecisiete pistas, desprendiendo los sencillos «Cactus», «300 Noches» con Natanael Cano, «La mala», «Jackpot» con Kenia Os, «La cuadrada» con Tito Double P y «Mírame feliz» con Xavi. Antes de revelar de manera completa la lista de canciones en plataformas digitales y streaming aparecían emojis como el título de cada canción anticipando de igula forma los posibles colaboradores musicales de algunos temas, incluso, se señaló que algunas pistas apuntaban a Tokischa y a la banda de Jared Leto, 30 Seconds to Mars. El álbum fusiona géneros como el pop, cumbia, urbano y regional mexicano, incluyendo corridos tumbados.
De acuerdo a una entrevista, el material representa una etapa más ambiciosa y personal en la trayectoria artística de la cantante. Durante la promoción del proyecto, la cantante enfatizó que invirtió significativamente en cada detalle de este álbum, desde la música hasta los videos musicales, los cuales describió como producciones cinematográficas.

«Todos los artistas con los que he trabajado me dicen: Beli, ¿qué es esto? ¡Es una película!. Y yo les respondo: Sí, es una película, porque mi público espera mucho de mí. Es importante que el público lo sepa. Creo que hay que invertir en tu proyecto, y para mí la parte visual es súper importante. Siempre mis fans lo han esperado. En los conciertos hago producciones espectaculares».
Belinda

El 28 de mayo, Belinda dio a conocer la portada del álbum junto con la lista de canciones, incluyendo las nueve colaboraciones que éste tiene presentes.

### Portada
Para la portada del álbum, Belinda aparece suspendida en el aire, con un atuendo de plumas, cristales y texturas etéreas, como una guerrera celestial o un ser mitológico sosteniendo un arco, como si estuviera a punto de disparar una flecha que apunta al futuro, como si hubiera pasado por situaciones que ya tiene bajo control. Este escenario parece simbolizar su batalla interna y su conquista personal. Mientras que el cielo nocturno no representa oscuridad, sino el infinito de posibilidades, en especial por las estrellas que la rodean, dejando claro que ahora todo está bajo control gracias a ella misma, y a la fuerza que representa en esta nueva etapa. El reverso del álbum es en blanco y negro, encontrando a Belinda diferente, encorvada hacia abajo, suspendida en lo alto, sobre el mar. Aquí ya no hay arco ni guerra, pero sí un ambiente gótico, de introspección y caos emocional. El paisaje parece una pintura surrealista, un lugar en el que la belleza y la melancolía conviven. El contraste entre la portada y el reverso podría representar la dualidad que existe en todas las personas, es decir, la fuerza y la vulnerabilidad que la caracteriza; la luz y la sombra, la figura pública y la mujer privada que no todos tienen la posibilidad de conocer.

## Promoción

### Sencillos
«Cactus» se lanzó el 31 de enero de 2024 como primer sencillo del álbum. La letra de la canción se filtró un día antes de su lanzamiento, y se dio a entender que esta hablaba sobre su antigua relación con Christian Nodal. El 12 de abril Belinda anunció «300 noches» en colaboración con Natanael Cano y compartió fotografías con el estilo que ocuparon para el videoclip del sencillo. Finalmente el tema fue lanzado el 25 de abril de 2024.
Después de publicar «La mala» como el tercer sencillo el 15 de agosto, Belinda narró en una entrevista que se sintió muy identificada en la historia, ya que parte de como el público la ha tintado de ser despiadada, una mala mujer, mala persona, a lo que ella comenta que no la conocen, y la canción es una respuesta a las personas que la juzgaron de esta forma. Más tarde, el 24 de octubre, se lanzó «Jackpot» como el cuarto sencillo en colaboración con Kenia Os, la cual se había anunciado en julio de 2024. Ambas artistas compartieron en Instagram detalles sobre el proceso de grabación en el estudio y avances del video musical.
Para el quinto sencillo, «La cuadrada», Belinda colaboró con el cantante Tito Double P, presentando un tono desenfadado y coqueto, con referencias a autos de lujo, tequila y fiestas, mientras mantienen la narrativa de un vínculo peligroso. La composición refuerza la conexión entre los estilos de la cantante y Double P, logrando un balance entre ambos. La colaboración se anunció a finales del 2024 y se publicó el 16 de enero de 2025. Antes de publicar el álbum en junio, fue presentado «Mírame feliz» con Xavi como el sexto sencillo. A finales de abril de 2025, ambos artistas lanzaron el adelanto de la colaboración que estaban preparando. En el video compartido por Belinda, aparecía con el cantante en un estudio en Los Ángeles, dicho metraje también reveló que la colaboración se grabó en marzo de 2025. El lanzamiento del sencillo se realizó el 8 de mayo de 2025.

## Recepción

### Recepción crítica
El álbum obtuvo críticas positivas respecto al estilo que eligió Belinda, entre estas destacan algunos medios importantes de la música como Rolling Stone en Español, Billboard, Los Angeles Times y los premios Grammy. El álbum fue colocado en el decimoquinto puesto dentro de los 25 mejores álbumes de música latina de 2025 por la revista Billboard.

«Fiel al nombre del álbum, Indómita es un trabajo que apuesta por adentrarse al riesgo sin temer a las reglas –en el caso de Belinda, de la industria donde ha crecido. Al sumergirse dentro del sonido del disco, se perciben una mezcla de géneros tradicionales y frescos en la artista: desde el pop –donde se ha consolidado mayormente– hasta la música mexicana tradicional. Además, se introduce a los corridos tumbados, o como ella le ha denominado: “corrido coquette”. Algo que, a pesar de haber generado debates en redes sociales, Belinda decide continuar rompiendo estigmas, amplificando la voz de las mujeres en este imparable género.

El himno del álbum, ‘+ Perra + Bitch’, lo realizó en colaboración con Netón Vega, una figura prominente en la nueva generación de corridos. Y este tema se constituye de una arrolladora y poderosa energía que representa a la mujer que Belinda es hoy. Entre otras colaboraciones dentro el álbum, resalta la vasta variedad de estilos que Belinda ha reunido en un mismo proyecto, entre ellos, Xavi, Tokischa, Neton Vega, Thirty Seconds to Mars, y más; quienes han enriquecido el sonido del disco aportando un poco de su estilo único.

Desde principios de año, este álbum ha estado generando expectativa desde el público y los medios. Un gran hito del disco fue cuando Rolling Stone lo incluyó en su lista de “15 Discos Latinos que Esperamos con Ansias en 2025”».
Rolling Stone en Español

«El pop ya no es lo que era y Belinda tampoco. Después de años coqueteando entre la nostalgia televisiva y el mito del regreso, reaparece con un nuevo disco: Indómita. La artista optó por abandonar los formatos convencionales del género y apostó por una narrativa personal que mezcla trap y música regional mexicana.

El disco incluye una serie de colaboraciones que subrayan su interés por el cruce de estilos. Jared Leto, Xavi, Alemán y Tokischa integran el listado de artistas invitados. En el centro de esta nueva etapa aparece “+ Perra + Bitch”, el focus track junto a Netón Vega. La canción fusiona reguetón con elementos de la música mexicana y refleja la estética provocadora que atraviesa todo el álbum.

El recorrido comenzó en enero con “Cactus”, sencillo que ingresó al ranking Billboard Global Excl. US. Le siguió “300 Noches” con Natanael Cano, que logró posicionarse en el Billboard Global 200. Posteriormente aparecieron “La Mala”, una mezcla de trap y corrido, y “La Cuadrada”, colaboración con Tito Double P que se incorporó al chart Regional Mexican Airplay».
Billboard Argentina

«“Indómita” es una variedad de corridos tumbados, reggaetón, baladas de rock y pop con emocionantes colaboraciones, que van desde la banda de rock estadounidense Thirty Seconds to Mars hasta estrellas latinas como Tokischa y Tito Double P.

Su nuevo LP marca un triunfo artístico personal para la artista, gracias a su singular estilo regional mexicano. "300 Noches", su tema de corrido del 2024 con Natanael Cano, alcanzó el número 4 en la lista pop mexicana de Billboard y apareció en la lista Billboard Global 200, siendo la primera aparición de Belinda en la lista. Otros corridos tumbados, como el fuerte "La Cuadrada" con Tito Double P y el impactante "Mírame Feliz" con Xavi, revelan un nuevo álter ego de la famosa cantante conocida como "Beli bélica", que significa "guerrera" en español».
Los Angeles Times

«Si bien en los últimos años Belinda se ha centrado en la actuación, su primer álbum en más de una década demuestra que nunca ha abandonado la música. En Indómita, Belinda aprovecha el poder de los corridos para superar un período turbulento en su vida. Como resultado, se está posicionando como una figura destacada en este género, dominado por los hombres.

En la apasionada "Cactus", Belinda canta sobre la sanación a través de la música mientras critica a su ex. Fusiona corridos con trap, respondiendo a sus detractores en "La Mala" y encuentra un aliado en Jared Leto en "Never Not Love You", que fusiona el sonido de 30 Seconds to Mars con la música mexicana. Belinda también incursiona en el dembow con Tokischa en la cautivadora "Wet Dreams" y en el house en la sensual "Jackpot" con Kenia Os. También retoma una grosería en inglés y español en el divertido reguetón "+ Perra + Bitch" con Netón Vega. Belinda llevará todas estas canciones de gira en su muy esperada gira Indómita el próximo año.».
Premios Grammy

### Recepción comercial
En Estados Unidos, Indómita debutó en la decimosegunda posición de la lista Latin Pop Albums de Billboard el 21 de junio de 2025.

## Lista de canciones
A continuación se enlistan las canciones que están presentes en el álbum.

| Indómita |                                               | |                                                                             |          |  |
| N.º      | Título                                        | Escritor(es) | Productor(es)                                                               | Duración |  |
| 1.       | «Cursi de +»                                  | José Ángel Pérez Sandoval Belinda Peregrín Roberto Zamudio Jean Carlos Hernández Espinell | Pérez Sandoval Marcelo Rivera Yann C                                        | 3:22     |  |
| 2.       | «300 noches» (con Natanael Cano)              | Peregrín Luis Jonuel González Manuel Alejandro Larrad Sánchez Nathanahel Rubén Cano Monge Sara Schell Andy Bauza Pérez Sandoval                                                                 | Marcelo Rivera Levy Mr. Naisgai Pérez Sandoval                              | 3:24     |  |
| 3.       | «Aries»                                       | Pérez Sandoval Peregrín Daniel Rondón Juan Vegas Julia Lewis | Lewis                                                                       | 3:04     |  |
| 4.       | «Mírame feliz» (con Xavi)                     | Alex Hernández Andy Clay Peregrín Fabio Gutiérrez Iván Gámez Joshua Gutiérrez Zamudio Salvador laponte Pérez Sandoval                                                                           | Fabio                                                                       | 3:11     |  |
| 5.       | «Never Not Love You» (con 30 Seconds to Mars) | Ammar Malik Pérez Sandoval Peregrín David Bravou Jared Leto Jordan K. Johnson Lewis Marcus Lomax Michael Pollack Oliver German Peterhof Shannon Leto Stefan Johnson                             | Peterhof Jared Lewis Rivera Shannon The Monsters & Strangerz Pérez Sandoval | 3:15     |  |
| 6.       | «Rayo McQueen» (con Aleman)                   | Erick Raúl Alemán Ramírez América Sierra Pérez Sandoval Peregrín González | Cozy Cuz Mr. Naisgai                                                        | 3:30     |  |
| 7.       | «Interludio»                                  | | B. Vou                                                                      | 0:16     |  |
| 8.       | «La cuadrada» (con Tito Double P)             | Peregrín Jesús Roberto Laija García Pérez Sandoval | Levy Double P Pérez Sandoval                                                | 2:40     |  |
| 9.       | «La mala»                                     | Peregrín Rondón Essa Gante Johnny Julca Miguel Ángel | Jota Rosa Levy Palace Sandoval                                              | 2:24     |  |
| 10.      | «Death Note»                                  | Peregrín Abner José Cordero Boria | Rosa                                                                        | 3:07     |  |
| 11.      | «Silvana»                                     | Peregrín Daniel Esteban Gutiérrez Lopera Lewis María José De La Torre Villaseñor | Lewis                                                                       | 2:24     |  |
| 12.      | «+ Perra + Bitch» (con Netón Vega)            | Peregrín Luis Ernesto Vega Carvajal O Neill Pérez Sandoval | Sean Turk                                                                   | 3:18     |  |
| 13.      | «Wet Dreams» (con Tokischa)                   | Peregrín Okei Flou Tokischa Altagracia Peralta | Flou                                                                        | 2:44     |  |
| 14.      | «Heterocromía»                                | Peregrín Raw Samuel Serrano Jaime Ortiz Burgos Richard M. Sherman Robert B. Sherman Andy Bauza                                                                                                  | Ehxx The Professor King Swifft Maurice Chevalier                            | 3:45     |  |
| 15.      | «Jackpot» (con Kenia Os)                      | Andrés David Restrepo Peregrín Daniel Esteban Taborda Ismael Cano Jr. Jorge Andrés Villa Kenia Guadalupe Flores Osuna Matthew Rey Mechi Pieretti Oscar Görres Richard Zastenker Santiago García | Görres Liohn Rolo                                                           | 3:13     |  |
| 16.      | «Van Gogh» (con Mala Rodríguez)               | Peregrín Rene David Cano Lewis Mala Rodríguez Garrido Tuny Pérez Sandoval | Bull Nene Lewis                                                             | 3:05     |  |
| 17.      | «Cactus»                                      | Peregrín Pérez Sandoval González Starlin Rivas Batista | Pérez Sandoval Levy Naisgai                                                 | 3:03     |  |
| 49:54    |                                               | |                                                                             |          |  |

Notas
- «Heterocromía» contiene en su inicio una corta interpolación de la canción «The Aristocats» interpretada por Maurice Chevalier y escrita por los hermanos Richard M. y Robert B. Sherman.

## Posicionamiento en listas
| Lista (2025)                      | Mejor posición |
| --------------------------------- | -------------- |
| Estados Unidos (Latin Pop Albums) | 12             |

## Historial de lanzamiento
| Región | Fecha              | Formato(s)                 | Discográfica        | Ref.   |
| ------ | ------------------ | -------------------------- | ------------------- | ------ |
| Varios | 5 de junio de 2024 | Descarga digital streaming | Warner Music México | [ 31 ] |